# Tremolo (My Bloody Valentine)
Tremolo è il decimo EP del gruppo musicale irlandese My Bloody Valentine, pubblicato nel 1991.
Il brano To Here Knows When venne inserito, con un finale diverso, nell'album del 1991, Loveless.
Tutte le tracce hanno una coda, eccetto "Moon Song".

## Tracce
Tutti i brani sono di Kevin Shields, eccetto dove indicato.
1. To Here Knows When - 5:49 (Shields/Bilinda Butcher)
2. Swallow - 4:58
3. Honey Power - 4:33 (Shields/Bilinda Butcher)
4. Moon Song - 3:25

## Formazione
- Kevin Shields - chitarra, voce
- Bilinda Butcher - chitarra, voce
- Colm Ó Cíosóig - batteria
- Debbie Googe - basso